# Roberto di La Chaise-Dieu
Roberto di La Chaise-Dieu (Aurillac, 1000 circa – La Chaise-Dieu, 17 aprile 1067) è stato un monaco cristiano francese dell'ordine benedettino, fondatore dell'Abbazia di Chaise-Dieu in Alvernia. È venerato come santo dalla Chiesa cattolica.

## Biografia
Roberto non apparteneva alla famiglia dei Conti di Aurillac (città celebre per aver dato i natali anche a Papa Silvestro II e a San Geraldo) come si era sempre ritenuto secondo la tradizione, ma alla famiglia dei Turlande.
Sembra che la madre, al momento del parto, sia stata colta dalle doglie mentre si recava in un castello vicino, perciò si dovette fermare nei boschi e qui dare alla luce Roberto.
Un altro evento ricordato della sua infanzia si riferisce a quando sua madre non poté più allattarlo e per questo lo affidò a due balie, dalle quali però il bambino non volle prendere il latte: sembra che tali balie non conducessero una vita morigerata.
In giovanissima età fu inviato presso i canonici della basilica di San Giuliano di Brioude, situata nell'Alta Loira, di cui era prevosto del capitolo un parente del padre; dimostrando ottime qualità, fu ammesso alla vita ecclesiastica e nominato tesoriere della collegiata.
Si racconta che facesse molte veglie e preghiere notturne; di giorno si occupava di aiutare i poveri ed i malati, e molti di essi furono guariti improvvisamente solo standogli nei pressi. Tale attaccamento per i più miseri si accrebbe col tempo. A tale scopo fece edificare un ospedale a Brioude. Poco tempo dopo, ottenne l'ordinazione a presbitero e cominciò a celebrare la Messa tutti i giorni.
Andò poi nell'abbazia benedettina di Cluny, sede principale della spiritualità del suo tempo, e vi rimase per circa quarant'anni, seguendo la regola del suo santo compatriota abate Odilone.
Tornato forzatamente a Brioude, progettò di fondare un nuovo ordine monastico e per tale motivo si apprestò a contattare e chiedere l'approvazione a Papa Benedetto IX. Il Pontefice lo incoraggiò a ritirarsi con due suoi compagni in un posto boschivo a sud-est dell'Alvernia. Qui Roberto ed i suoi compagni costruirono un eremitaggio che chiamarono per l'appunto Casa di Dio (Chaise-Dieu).
Rapidamente però tale posto richiamò molti discepoli e Roberto fu costretto a costruire nel 1050 un vero e proprio monastero nel quale fece applicare la regola di San Benedetto. Papa Leone IX eresse poco dopo tale monastero ad abbazia ed essa divenne in breve una delle più fiorenti sedi della cristianità del tempo. Alla morte di Roberto nel 1067 essa contava circa 300 monaci ed aveva inviato in tutta la Francia altri monaci fondatori di monasteri analoghi.
Roberto fondò anche il ramo femminile di tale ordine a Lavaudieu presso Brioude. In coincidenza con l'elezione di Pierre Roger, monaco di Chaise-Dieu, al soglio pontificio con il nome di Clemente VI, l'abbazia raggiunse la sua massima fama. In essa fu custodito il corpo di san Roberto fino a quando gli Ugonotti lo bruciarono durante le guerre di religione. Infine l'abbazia fu quasi completamente distrutta durante la Rivoluzione francese: rimangono solo la chiesa grande, il chiostro, la tomba di Clemente VI e la torre Clementina.

## Culto
Fu canonizzato nel 1070 da papa Alessandro II. 
La memoria liturgica ricorre il giorno 17 aprile. 
Dal Martirologio Romano: «Nel monastero di Chaise-Dieu presso Clermont-Ferrand in Francia, san Roberto, abate, che radunò alcuni confratelli nello luogo stesso in cui viveva in solitudine, guadagnando molte anime al Signore con la parola della predicazione e con il suo esempio di vita».